# 장준하 의문사 사건
장준하 의문사 사건(張俊河疑問死事件)은 1975년 8월 17일, 대한민국의 언론인, 정치인 장준하가 경기도 포천시 약사봉에서 수상쩍은 정황 하에 변사체로 발견된 사건이다.  당시 유신정권은 하산 도중 실족사로 발표했으나, 사건 직후부터 박정희 정권에 의한 타살 의혹이 끊임없이 제기되어 왔다. 1993년 민주당 진상조사위원회, 2002년 의문사진상규명위원회가 이 사건을 재조사했지만 아직까지 타살 여부에 대한 명확한 결론이 나지 않은 상태이다.

## 사망 사건 정황
장준하는 평소에도 지인들과 산행을 즐겼다. 그러나 사건이 일어난 1975년 8월 17일 호림산악회 40여명의 산행에 자발적으로 동참했는지, 호림산악회 회장 김용덕 또는 최후 동행인 김용환의 강권에 의해 따라나선 것인지는 진술이 엇갈리고 있다. 장준하의 비서 이철우는 대절된 관광버스 자리가 꽉 찼다는 말을 듣고 동행하지 않았다. 정오경 약사계곡 입구에 도착한 호림산악회 회원들은 차례로 계곡 등산에 나섰다. 이들은 약사계곡 중간 지점에서 오후 1시30분 경부터 점심식사를 하였다. 그러나 장준하가 점심식사 장소에 도착했는지에 대해서도 회원들의 진술이 엇갈리고 있다.
최후 동행인 김용환의 진술에 의하면, 김용환은 점심식사 장소에 도착해서 장준하를 찾았는데 이 때 일행 중 누군가가 장준하가 산으로 올라갔다고 해서 뒤쫓아 올라갔다고 한다. 그리고 장준하를 따라 산 정상에 올라갔다가 하산 길에 함께 샌드위치를 먹었다. 이어 김용환이 앞장 서서 계곡 쪽으로 하산을 했는데, 험한 암벽 지형에서 소나무를 붙잡고 내려가던 도중에 뒤에서 소리가 나서 돌아보니 장준하가 보이지 않아 실족하여 추락한 것으로 판단했다. 이어 김용환은 절벽 아래로 내려와서 장준하의 사체를 발견하였다. 산행에 동행했던 유일한 목격자 김용환은 후일 당시 현장 상황을 이렇게 전했다.
| “ | 장준하는 두 손을 가슴에 나란히 얹고 편안한 자세로 자는 듯 누워 있었다. 등산모는 바위 중간쯤 나무 등걸에 걸려 있고 시계는 1시40분을 가리킨 채 멈춰 있었다. 왼쪽 귀밑이 약간 찢어진 외에는 상처 하나 없었다. | ” |

김용환은 이후 호림산악회 회원들의 점심식사 장소로 달려가 사고 소식을 알렸다. 김용덕 등 산악회원들은 김용환을 따라 사고 혹은 살해 현장으로 갔으며, 20여분 뒤 사체를 발견하였다.

## 사망 후 조사 과정
사체 확인 후 호림산악회 회원들은 역할을 나누어 일부는 포천경찰서 이동지서에 가서 장준하의 사망을 신고했고, 일부는 서울로 가서 전화로 사고소식을 접한 아들 장호권, 장호성을 대동하고 사고 현장으로 돌아왔다. 또한 일부는 인근 군 부대에 신고하여 부대원 일부가 현장에 와서 사망 사실을 확인한 뒤에 복귀하였다.
포천 이동지서로부터 사고 사실을 보고받은 포천경찰서 소속 경찰관들은 당일 밤 12시경 실시된 현장검증시까지 사망 경위를 제대로 조사하지 않았으며, 현장감식과 사진촬영도 하지 않았다. 이에 대해 당시 경찰관들은 외부 지시로 자신들은 사건조사에서 완전 배제되었고, 중앙정보부 요원들이 현장검증 후 사건기록을 복사해갔다고 진술하였다.
이후 사건 당일 밤 12시경 서울지검 의정부지청 소속 담당검사와 검안의사, 사진사 등이 시신이 옮겨진 지점에 도착하여 사체 검안 및 현장검증을 실시하였다. 검안의사 조철구는 검안 결과 오른쪽 귀 뒤쪽 후두부가 함몰골절되어 추락사인 것으로 추정된다는 진술을 하였고, 담당검사는 이를 수용하여 5분 만에 현장검증을 종결하였다. 이후 부검은 실시되지 않았다. 담당검사는 다음 날 유일한 목격자 김용환의 실족 증언을 근거로 추락사로 내사 종결하였다.

## 타살 가능성의 제기
추락사로 발표되었음에도 후두부 함몰골절 이외에는 별다른 외상이 없다는 점 때문에 이후 타살 의혹이 거듭 제기되었다. 먼저 동아일보 장봉진 기자가 이 사건에 대해 의문점을 제기하였다. 그러나 이를 보도한 기자는 긴급 조치법 9호 1의 가 항(유언비어 날조 및 유포 행위) 위반으로 구속되었고, 검찰은 기자 회견을 자청하여 실족사가 분명하다고 거듭 밝혔다.
당일 장준하와 함께 아침식사를 하였던 장준하의 측근 임춘원은 사건 직후 경찰이 추락사의 증거로 지목한 손바닥의 상처가 사실은 며칠전 산소 벌초로 이미 나있던 상처였고 아침식사 때 장준하가 며칠전 망우리 부모산소에 벌초를 다녀온 이야기를 하면서 자신에게 직접 손을 펴보이며 보여주었다고 증언하였다. 그는 경찰의 왜곡발표에 항의를 하였다가 남대문 경찰서에 일주일간 구금을 당하였다.
이후 1988년경 의정부지청 지휘로 이 사건에 대한 재조사가 있었고, 1993년 3월에 민주당의 '장준하 선생 사인 규명 진상 조사 위원회'가 결성되어 재조사가 이루졌다. 사망 당일 검안의사였던 조철구는 민주당 조사 위원회에 제출한 사체 검안 소견에서 "직접 사망 원인은 우측두 기저부 함몰 골절상으로 인한 두개강내 손상으로 추정"된다고 밝혔다. 이를 감정한 문국진은 '중앙 부분이 오목한 형태의 인공적인 물체를 가지고 직각으로 충격을 가한 것'이라고 법의학적 소견을 밝혔다. 민주당 조사 위원회는 명확한 결론을 내리지는 못하였으나, 장준하의 사인에 대해 다음과 같은 의문점을 제기하였다.
- 추락 지점이 경사 75도의 가파른 암벽이어서 장비 없이는 내려갈 수 없는 곳이다.
- 시신이 발견된 암벽은 경사도를 볼 때 굴러떨어지는 물체가 멈출 수 없는 곳이다.
- 시신에는 외상이나 골절이 전혀 없고, 휴대한 보온병과 안경이 깨지지 않았다.
- 당시 시신을 검안한 조철구 씨에 따르면 오른쪽 귀 뒤에 가로 세로 2 cm 가량의 흉기로 찍힌 자국이 있고, 또 팔과 엉덩이에 주사바늘 자국이 있었다고 한다.
- 어깨 안쪽에 피멍이 들어 있어, 어깨를 붙들려 억지로 끌려간 듯한 흔적이라 생각된다.
- 사고 당시 유일한 목격자인 김용환의 정체가 불분명하다.
- 이 사건과 관련된 사람들이 한결같이 사건의 진상에 대해 "지금은 말할 수 없다."며 침묵을 지키고 있다.[4]

2002년에는 의문사진상규명위원회가 다시 타살 가능성이 높은 것으로 보고 조사에 착수하였다. 조사위원회는 실물 모형을 이용한 시뮬레이션을 통해 대부분의 경우에 두개골 함몰골절 이외에 다른 외상이 크게 동반됨을 확인하였다. 서울대 법의학교실 또한 변사자 손상 정도로 보아 자유 낙하에 의한 추락한 손상으로 보기 어렵다고 감정하였다. 이를 근거로 조사위원회는 장준하가 사체발견 장소 위에서 추락사하지 않은 것으로 추정 된다고 결론을 내렸다. 그러나 사고 당시 초동수사기록 및 변사기록이 부족하거나 이미 폐기되었고, 국가정보원도 추가 자료는 없다는 입장을 견지하여 명확한 사망 원인과 공권력의 직간접 개입 여부는 최종 판단이 불가능했다. 이에 위원회는 진상 규명 불능으로 최종 발표했다. 진상 규명 불능 사유는 ‘정보기관의 자료 미확보’였다.
이에 대해 위원회가 추락 가능성이 희박하다고 강조하고도 진상 규명 불능이라는 결론을 내려 객관성, 공정성에 문제가 있다는 주장이 이후에도 지속적으로 제기되었다.

## 유골 검시로 나타난 골절 흔적
2012년 여름 비 피해로 파주시 천주교 나사렛공동묘원의 장준하 묘소 뒤편 석축이 붕괴되었다.

2012년 8월1일 경기도 파주시 나사렛 천주교 공동묘지에 안장된 유골을 파주시 탄현면 통일동산의 장준하공원으로 이장하였다.
이장시 유골을 검시한 결과, 머리 뒤쪽에서 지름 5~6 cm 크기의 원형으로 함몰된 구멍과 금이 간 흔적이 발견되었다.
 이는 사고 당시 검안의사가 확인하고, 이후 재조사 과정에서도 결정적 사인으로 지적된 두개골 함몰골절과 일치하므로 엄밀한 의미로 보면 새로운 발견은 아니었다.
이에 대해 아들 장호권은 “검시를 맡은 서울대 법의학 교수가 ‘상처가 특이하다. 만약 추락했다면 바위 가운데 직경 5cm의 동그랗게 튀어나온 바위 위로 오른쪽 귀 뒷머리가 정확하게 떨어지기 전엔 그런 상처가 나기 어렵다’고 했다. 망치 사이즈와 같은 크기로 두개골이 함몰돼, 사인은 망치에 의한 가격으로 보인다”고 전했다.
반면 유골 검시를 맡은 서울대 의대 법의학교실 이윤성 교수는 정확한 가격 물체를 특정짓지 않았으며, '뒷머리 함몰에 의한 사망'이라는 의견만 밝혔다. 이윤성은 유골 검안시 첫 인상은 망치 가격으로 보였으나, '망치로 인한 타살'로 단언할 수 없는 다음 근거도 확인했기 때문에 유보적인 입장을 보였다고 설명했다.
- 타원형 골절 바깥의 방사형 골절은 일반적인 망치 가격보다 훨씬 큰 충격에 의해 발생
- 망치에 맞은 시신에는 여러 차례 내리친 상처 자국이 흔히 발견되나 장준하의 시신은 자국이 단 한 개뿐
- 시신 두피에 망치 가장자리 모양이 찢어진 상처가 남아야 하나 과거 조철구 검안의사의 소견에는 이런 내용이 부재[16]

한편 사단법인 장준하기념사업회는 이를 근거로 사건에 대한 전면적 재조사와 진상규명에 착수할 것을 요구하였다. 이어 2012년 10월에는 박형규 목사, 백기완 통일문제연구소장 등이 참가하고 김영삼 전 대통령과 이희호 여사가 상임고문을 맡아 장준하 선생 암살의혹규명 국민대책위원회가 발족되었다. 12월에는 장준하 선생 암살의혹규명 국민대책위원회와 민주통합당 장준하 선생 의문사 진상규명위원회가 공동으로 장준하 선생 사인진상조사 공동위원회를 구성하여 자체 재조사에 착수하였다.
장준하 선생 사인진상조사 공동위원회는 2013년 3월 26일에 이정빈 서울대 의대 명예교수의 조사결과를 발표하였다. 이정빈 교수는 유골 감식 결과 다음을 근거로 '타살 후 추락'으로 결론을 내렸다.

- 추락에 의해 머리뼈가 함몰되었다면 반대 방향으로 충격이 전해져 왼쪽 안와(안구 주위 뼈)가 함께 손상되어야 하는데 이 부분이 깨끗
- 머리뼈와 엉덩이뼈가 추락으로 손상되었다면 어깨뼈도 골절되었어야 하는데 시신의 어깨뼈는 멀쩡
- 머리에 강한 외부 충격이 가해지면서 즉사하면 목등뼈에 있는 혈액순환 기능이 멈춰 출혈이 발생하지 않으며 이는 출혈이 적었다는 사고기록과 일치

반면 서울대 이윤성 교수는 이정빈 명예교수가 조사 이전부터 타살에 심증을 두었던 문제를 지적하였다. 이윤성 교수는 이장 당시 유골 검안을 실시하였고, 이후 이정빈 명예교수가 주도한 조사위원회 참여를 권유받았으나 이를 거부하였다. 그는 조사위원회 참여를 거부한 배경을 다음과 같이 설명하였다: "그분은 유골을 보기도 전에 언론에 ‘타살 가능성’을 말했다. 이는 학자적 태도가 아니었다. 후배 법의학자들 사이에 말들이 많았다. 나는 직접 그분에게 재차 확인했다. 그분은 이미 결론을 내려놓고 있었다. 그런 선입견을 갖고 감식을 한다면 결과는 뻔하지 않은가. 내가 들어가본들 과학적 논의가 안 될 것으로 봤다."